# Felipe de Agira
San Felipe de Agira  (Tracia, 40 - Agira, 12 de mayo de 103) fue un sacerdote romano, hacedor de milagros y exorcista, venerado como santo tanto por la Iglesia católica como por la Iglesia ortodoxa.

## Biografía
La vida de este santo ha sido escrita por un monje de nombre Eusebio, que se dice compañero de Felipe; éste nació en Tracia, región sudoriental de la península balcánica -en ese momento provincia romana-, en tiempos del emperador romano de Oriente Arcadio (395-408). Fue instruido en las disciplinas eclesiásticas y en la lengua siríaca, a los 21 años recibió el diaconado, y después llegó a Italia junto con Eusebio, que en Roma le hizo de intérprete.
Después de haber sido ordenado presbítero, recibió el encargo de evangelizar la Sicilia centrooccidental, donde los habitantes, aterrorizados por la actividad eruptiva del Etna, continuaban viendo en el volcán una manifestación del demonio; entonces se estableció en la isla, en la provincia de Enna, siempre en compañía del fiel monje Eusebio. Desarrolló con fervor apostólico su ministerio sacerdotal entre la población siciliana, y se volvió célebre por los numerosos milagros que obraba, especialmente liberando a los poseídos por el demonio. Murió un 12 de mayo del siglo V, aunque no hay certeza del año, que podría estar entre el 453 y el 457; tenía 63 años.
Sobre el lugar del sepulcro se edificó una iglesia, y en seguida un monasterio, en torno al cual la antigua «Agyrum» resurgió con el nombre de San Felipe de Agira, nombre que se conservó hasta 1939 (hoy sólo Agira); un reconocimiento de sus reliquias fue hecho el 21 de julio de 1625. Son numerosas las procesiones y las manifestaciones devocionales que se realizan en esa parte de Sicilia, donde es muy fuerte el culto del santo; como el ofrecimiento de cirios durante la procesión del 12 de mayo, hecho por los fieles que han recibido de él alguna gracia. En el arte se lo representa con vestimentas litúrgicas, a veces latinas y a veces de rito bizantino, en el momento de estar echando al demonio de algún poseso.

### Fechas Históricas de Nacimiento
Existen dos historias paralelas de este santo que dan a posibles fechas en las que vivió este santo. Tradicionalmente, a través de los escritos de Atanasio de Alejandría, se mantiene que Felipe de Agira es un santo del siglo I, nacido en el año 40 en Capadocia (moderna Turquía) y muerto el 12 de mayo del 103. Otro estudio reciente dice que nació de padre sirio en Tracia en una fecha desconocida del siglo V, cuyos hermanos mayores se ahogaron mientras pescaban.

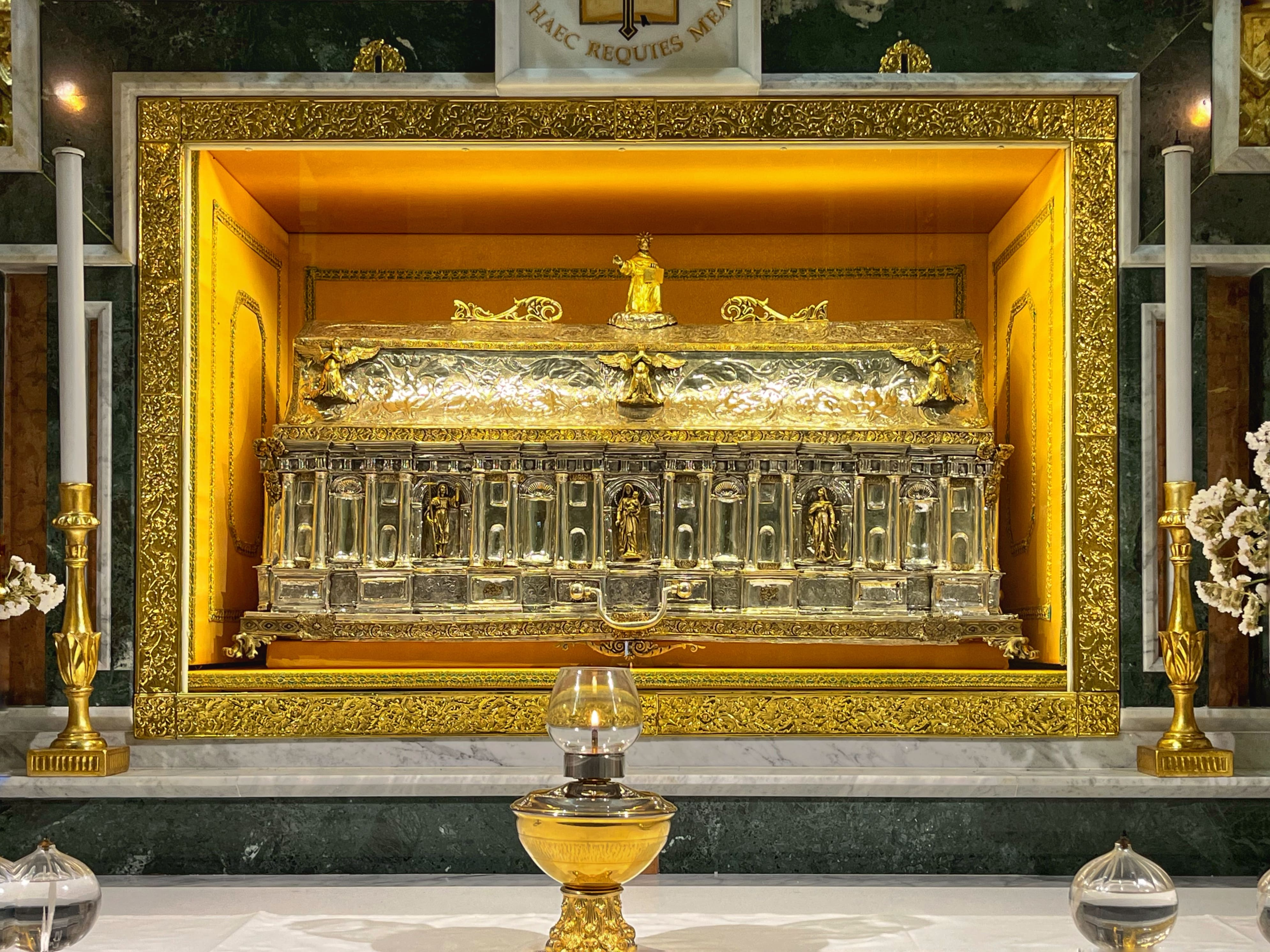
Restos de San Felipe de Agira

## Fiesta Patronal   y Culto
Su fiesta se celebra el 12 de mayo en conmemoración a su fallecimiento. Es  patrón de la ciudad de Agira, Sicilia, y de la ciudad de Żebbuġ en Malta; se le celebra también en la ciudad de Limina, Sicilia, donde también vivió. Supuestamente, sus reliquias fueron descubiertas en la iglesia dedicada a él Abadía de San Filippo d'Agira en Agira. Felipe es uno de los santos patronos de las Fuerzas Especiales del Ejército de los Estados Unidos y también es conocido por su poder para realizar exorcismos.
San Felipe, independientemente de la época real en la que vivió, es venerado como patrón de:
- Aci San Filippo (fracción de Aci Catena, CT)
- Agira (ES)
- Plaza Armerina
- Calatabiano (CT)
- Mongiuffi Meliá (ME)
- Chiaramonte Gulfi (RG)
- Limina (ME)
- Rodì Milici (ME)
- Santo Stefano Medio (fracción de Messina, ME)
- Monforte San Giorgio (ME) donde había un altar dedicado

además también es venerado en:
- San Filippo del Mela, ME
- Favelloni Piemonte (fracción de Cessaniti, VV)
- Laurito (SA)
- San Filippo di Pellaro (RC)

y en el extranjero:
- Żebbuġ (Malta)
- Caracas (Venezuela)
- Nueva York (Estados Unidos)